# Clavaria fragilis
Clavaria fragilis (Johan Theodor Holmskjold, 1790), sin. Clavaria vermicularis (Olof Swartz, 1811), din încrengătura Basidiomycota în familia Clavariaceae și de genul Clavaria, denumită în popor degetele zânelor, este o ciupercă comestibilă (dar fără nicio valoare culinară), saprofită, descompunând frunzele căzute sau iarba bătrână, care crește în România, Basarabia și Bucovina de Nord în grupuri de mai multe exemplare, dar nu în mănuchiuri, numai foarte rar solitară, prin pajiști, pășuni, poienele pădurilor, în special celor mixte, deseori și pe sol aproape gol, în zone cu iarbă neatinsă sau terenuri necultivate. Timpul apariției este din august până în noiembrie (decembrie).

## Taxonomie

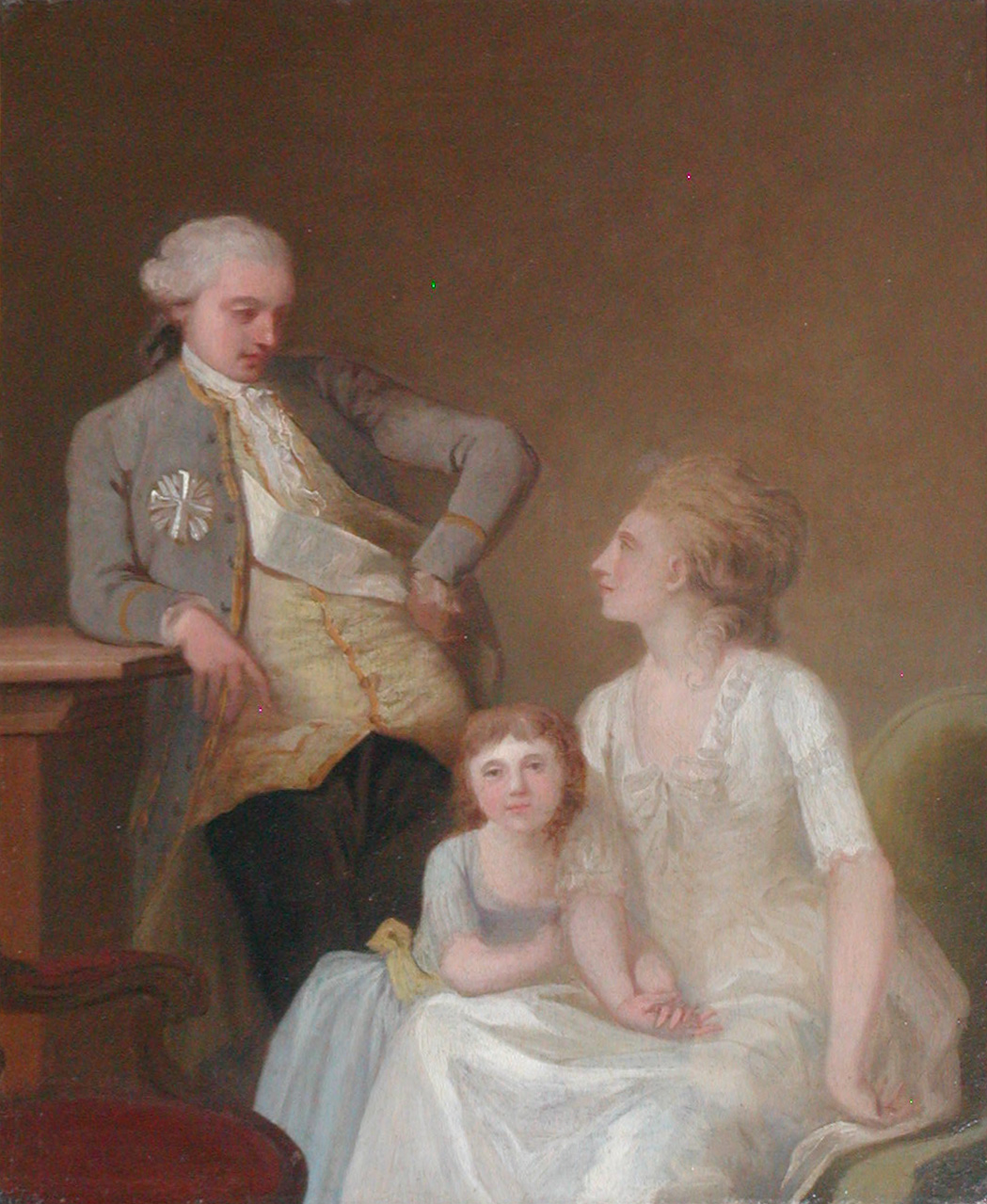
Th. Holmskjold

În 1790, specia a fost determinată de micologii Pierre Bulliard (ca Clavaria cylindrica) în volumul 10 al marii sale opere Herbier de la France ou, Collection complette des plantes indigenes de ce royaume și Johan Theodor Holmskjold (1731-1793) drept Clavaria fragilis în volumul 1 al lucrării sale Beata Ruris Otia Fungis Danicis impensa. Denumirea lui Holmskjold a fost confirmată de renumitul Elias Magnus Fries în 1821. În urmare s-a hotărât, că numele binomial, valabil până în prezent (2020), are să fie această denumire.
Specia a fost redeschisă de către botanistul suedez Olof Swartz (1760-1818), folosind denumirea Clavaria vermicularis, de verificat în volumul 32 al Kungliga Svenska vetenskapsakademiens handlingar din 1811. Deși un sinonim ulterior - și, astfel, învechit în conformitate cu principiul priorității - acest ultim nume este încă folosit în cărți actuale, astfel la Bruno Cetto (1979), Ewald Gerhard (2018) sau chiar și în articolul din renumitul Mushroomexpert al lui Michael Kuo (2020).
Diferitele încercări de redenumire create de a lungul deceniilor sunt acceptate sinonim, dar, nefiind folosite, sunt neglijabile.
Numele generic se trage din substantivul latin (latină clava=băț înnodat, ciomag, măciucă, spadă), iar
epitetetele folosite sunt derivate din cuvintele latine (latină fragilis=fragil, friabil, sfărâmicios) respectiv (latină vermicularis=în formă de vierme, tăiat în cubulețe (la un mosaic), bălțat)

## Descriere

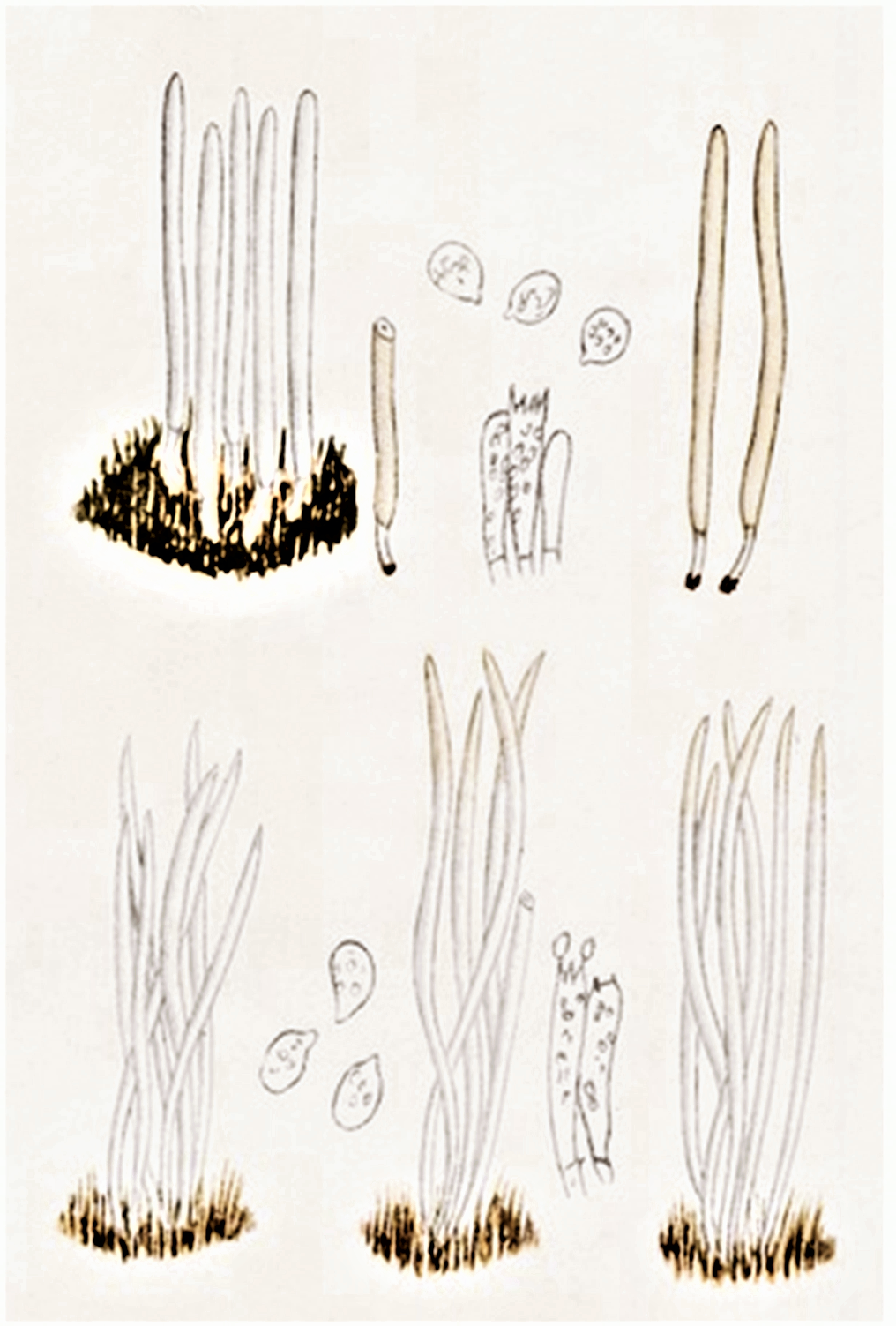
Bres.: Clavaria fragilis

- Corpul fructifer: foarte fragil are o lungime de 5-10 (15) cm, constă din ramuri netede groase de 0,3-0,8 (1,1) cm de formă tubulară asemănător viermilor, cu vârfuri conice turtit ascuțite sau rotunjite, care stau dens împreună în grupuri mici, nefiind ramificate. Este gol pe dinăuntru. Coloritul alb ca zăpadă și aproape translucid, tinde către gălbui, chiar și brun-gălbui, odată cu vârsta. Culoarea gălbuie apare din vârf și coboară spre bază care rămâne mereu albicioasă.
- Carnea: fragilă și aproape translucidă este de culoare albă, cu un miros aproape imperceptibil, pentru unii slab de iod și fără gust specific.[4][5]
- Caracteristici microscopice: Sporii neamilozi (nu intră în reacție cu iod) și hialini (translucizi), sunt mici, netezi, lat elipsoidali până ovoidali precum apiculați la bază, având o mărime de 4-6 x 3-4 microni. Pulberea lor este albă.

Basidiile fără catarame bazale cu 4 sterigme fiecare sunt clavate și măsoară 30-40 x 5-7 microni. Cistidele sunt asemănătoare, dar mai scurte cu vârfuri rotunjite. 
La hifele septate de 12 µm lipsesc cataramele de asemenea.
- Reacții chimice: nu sunt cunoscute.[17]

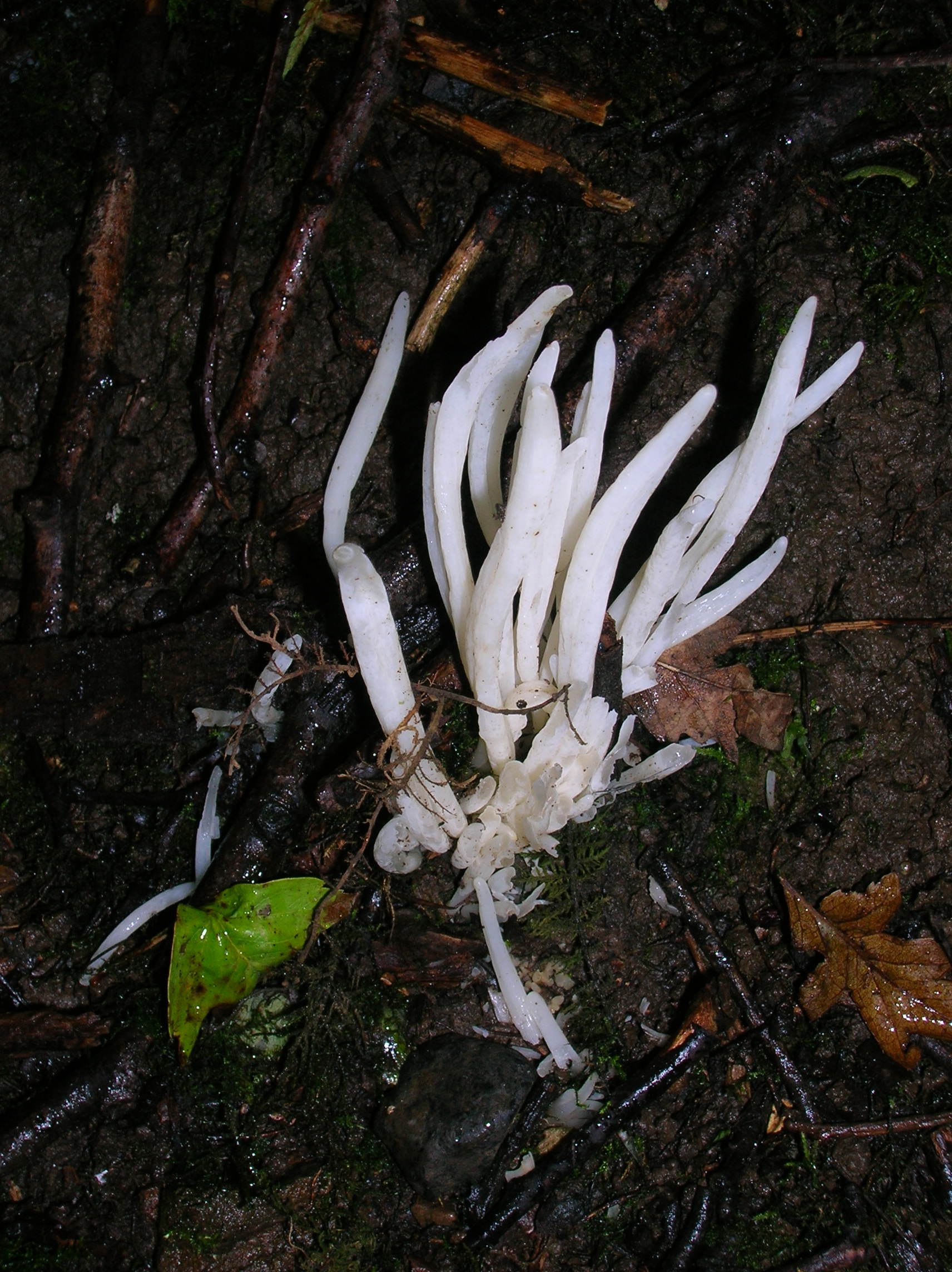
C. fragilis tinere
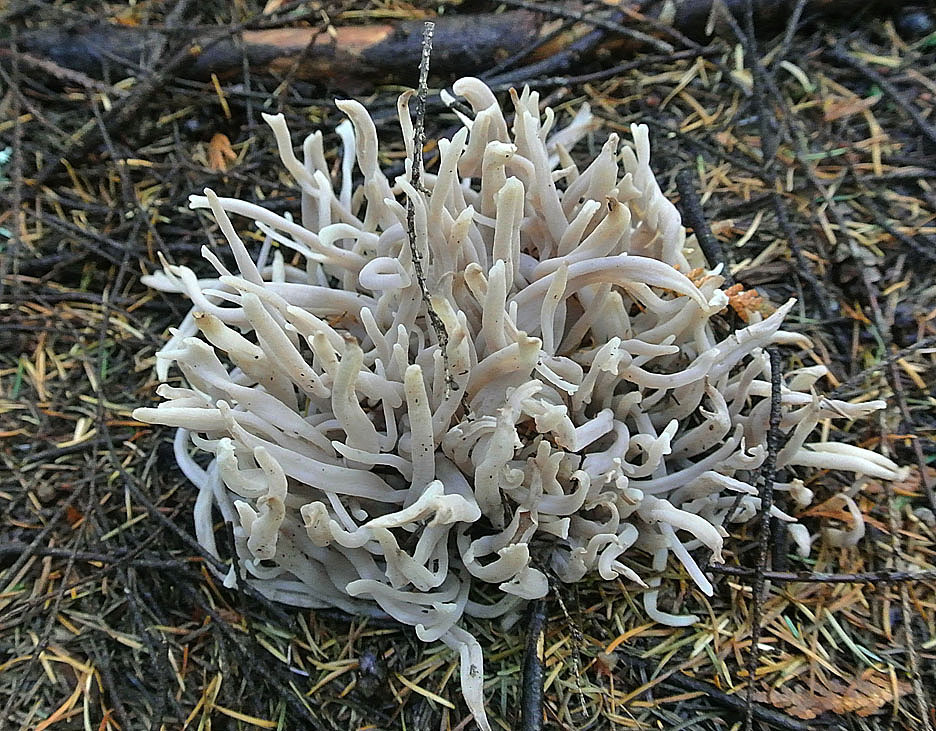
C. fragilis mai bătrâne
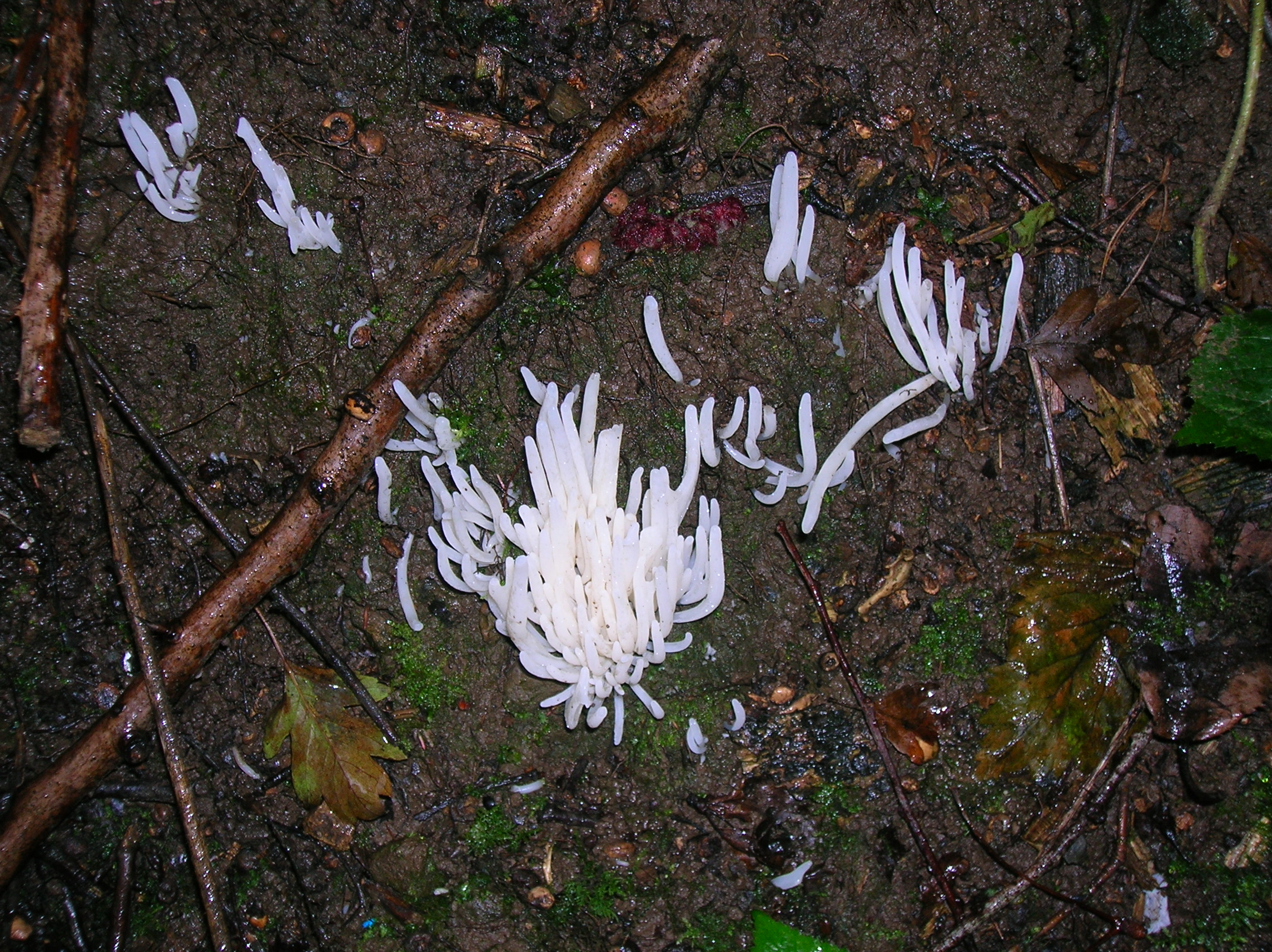
C. fragilis, grup

## Confuzii
Bureții pot fi confundați cu ciuperci asemănătoare, cu toate inofensive, dar mai multe din ele fără valoare culinară, cum sunt de exemplu Calocera cornea (mai mică, gălbuie), Calocera furcata, Clavaria falcata, Clavaria fumosa, Clavaria krieglsteineri Clavulina cinerea tânără, Clavulina rugosa , Clavulina coralloides tânără  sau Ramariopsis kunzei tânără.

## Specii asemănătoare în imagini

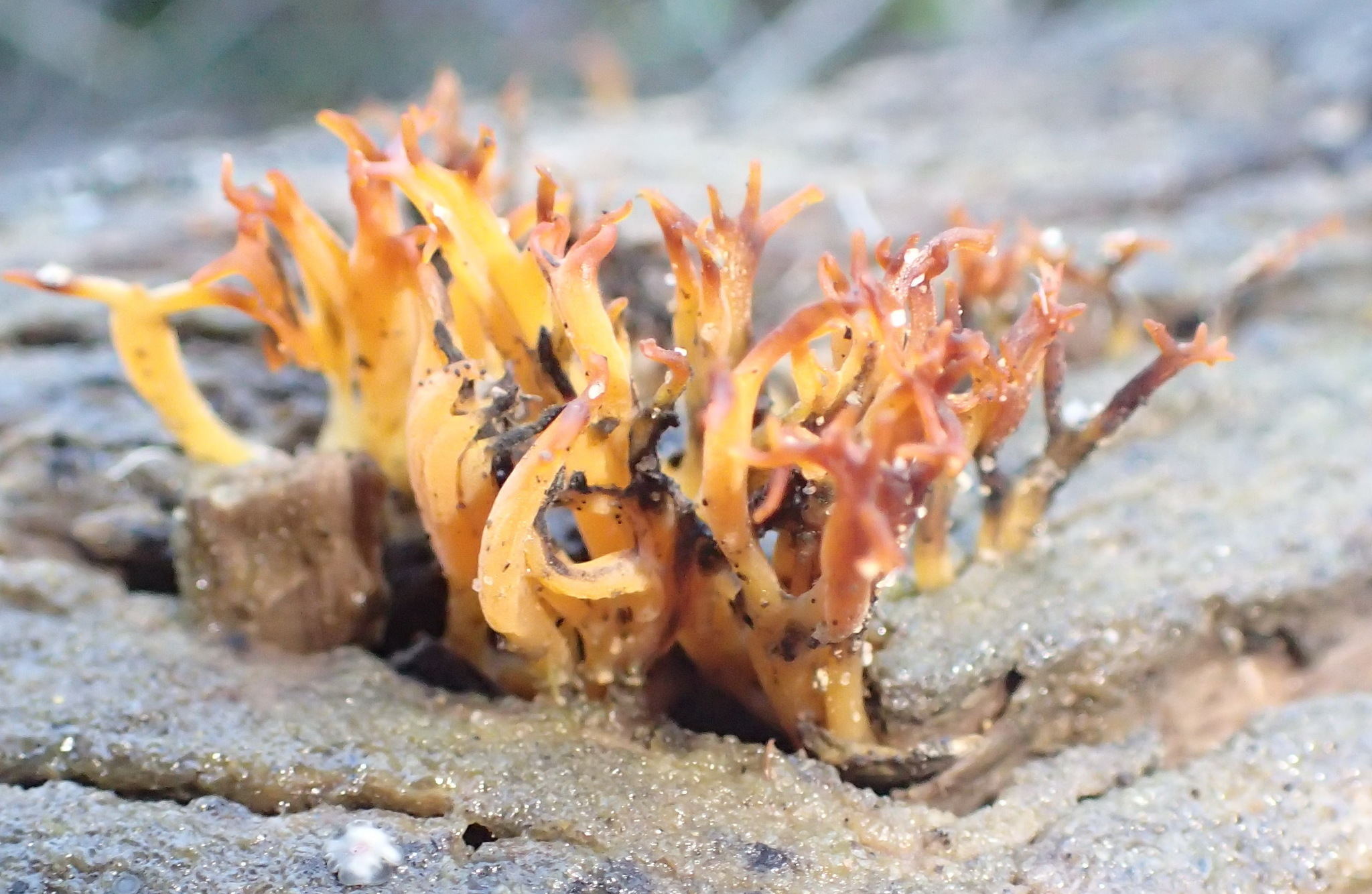
Calocera cornea
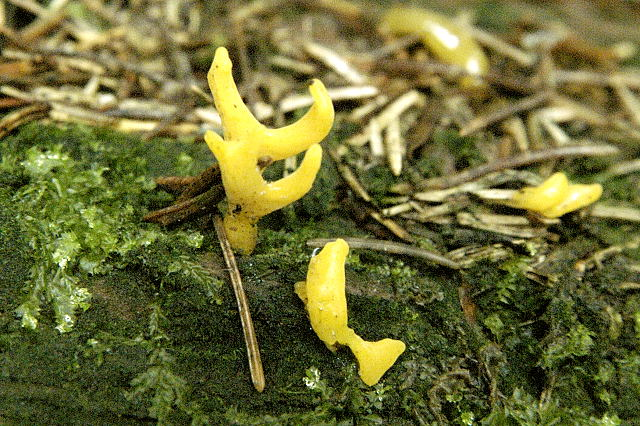
Calocera furcata
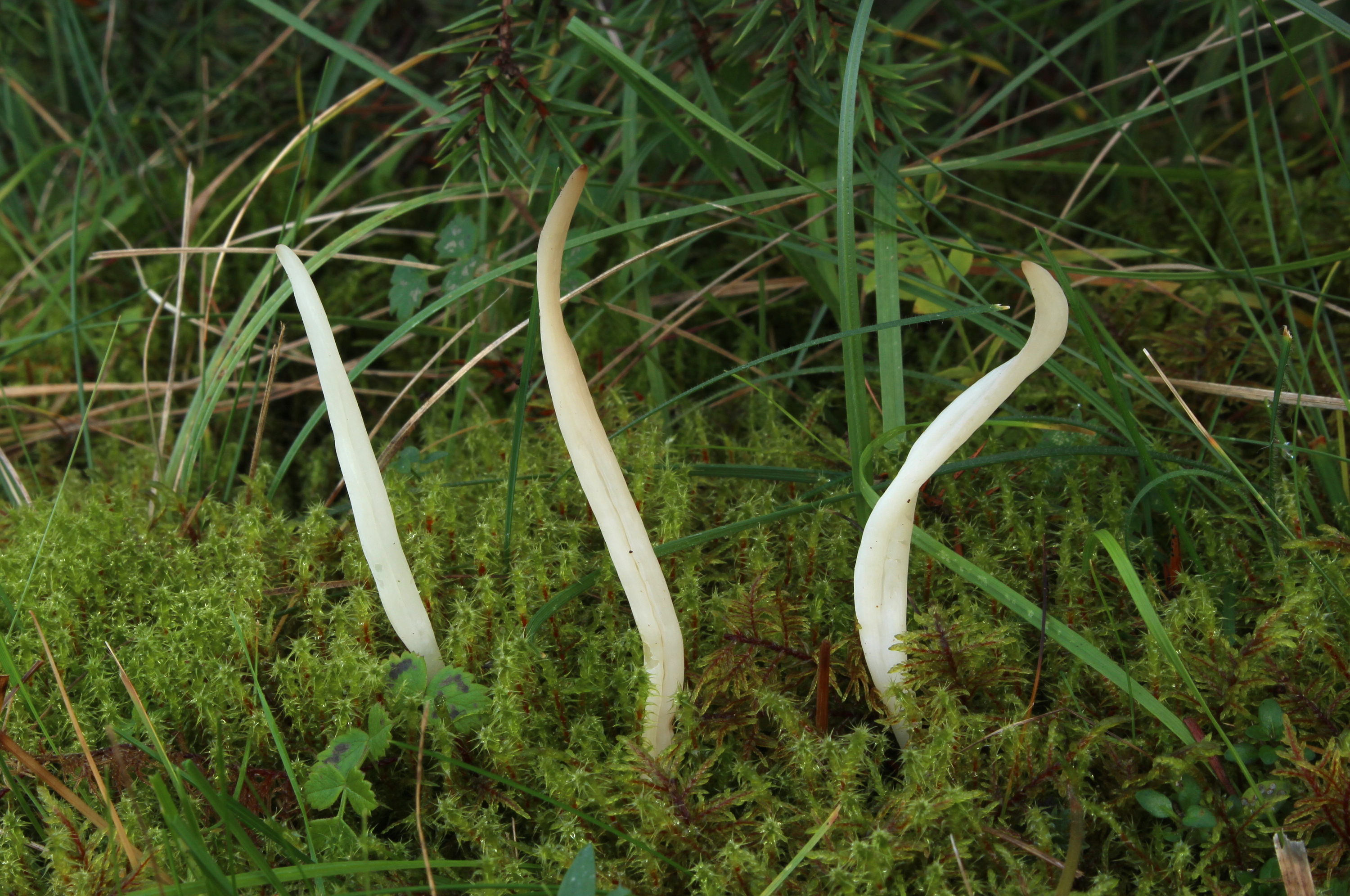
Clavaria falcata
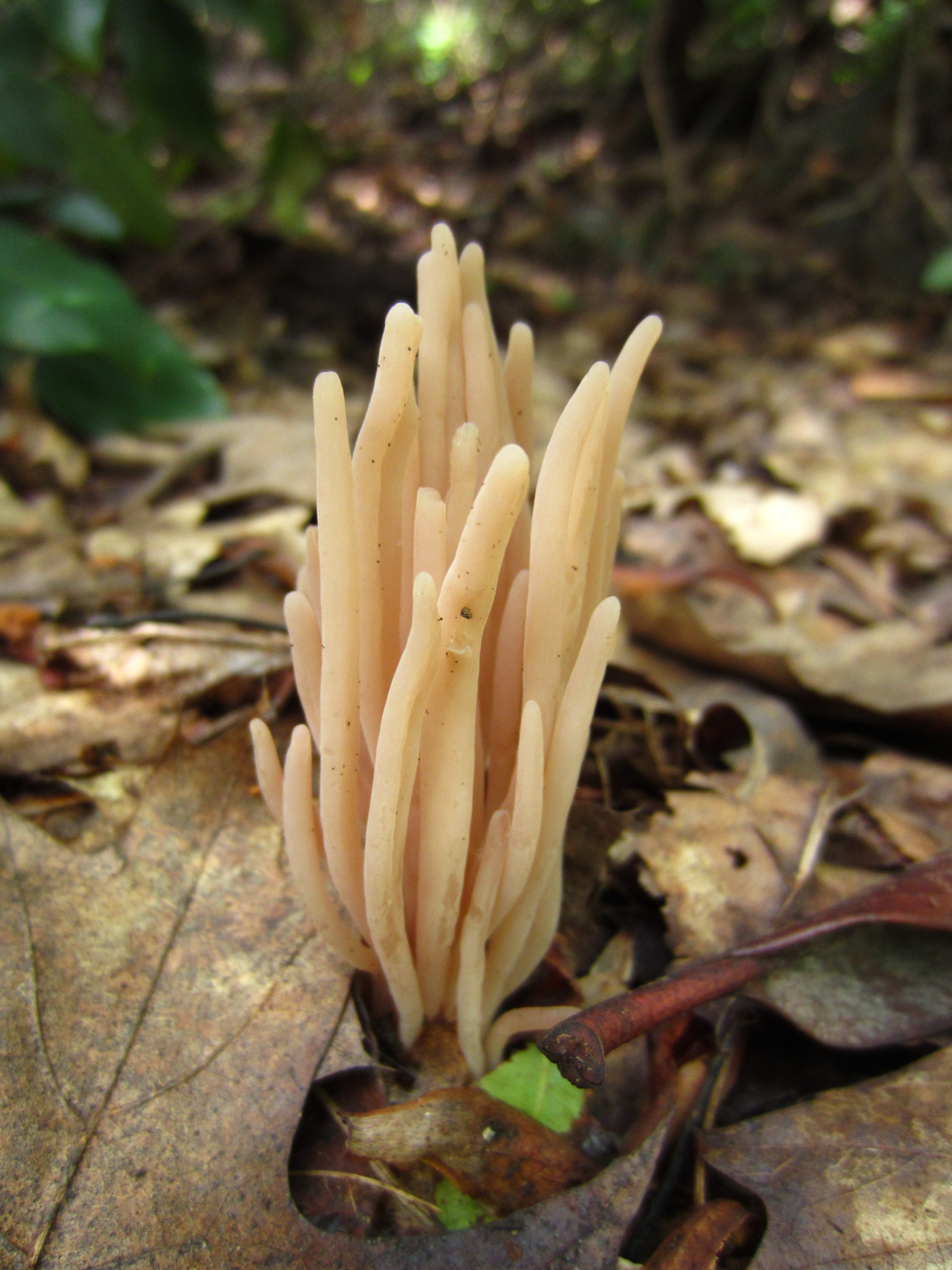
Clavaria fumosa
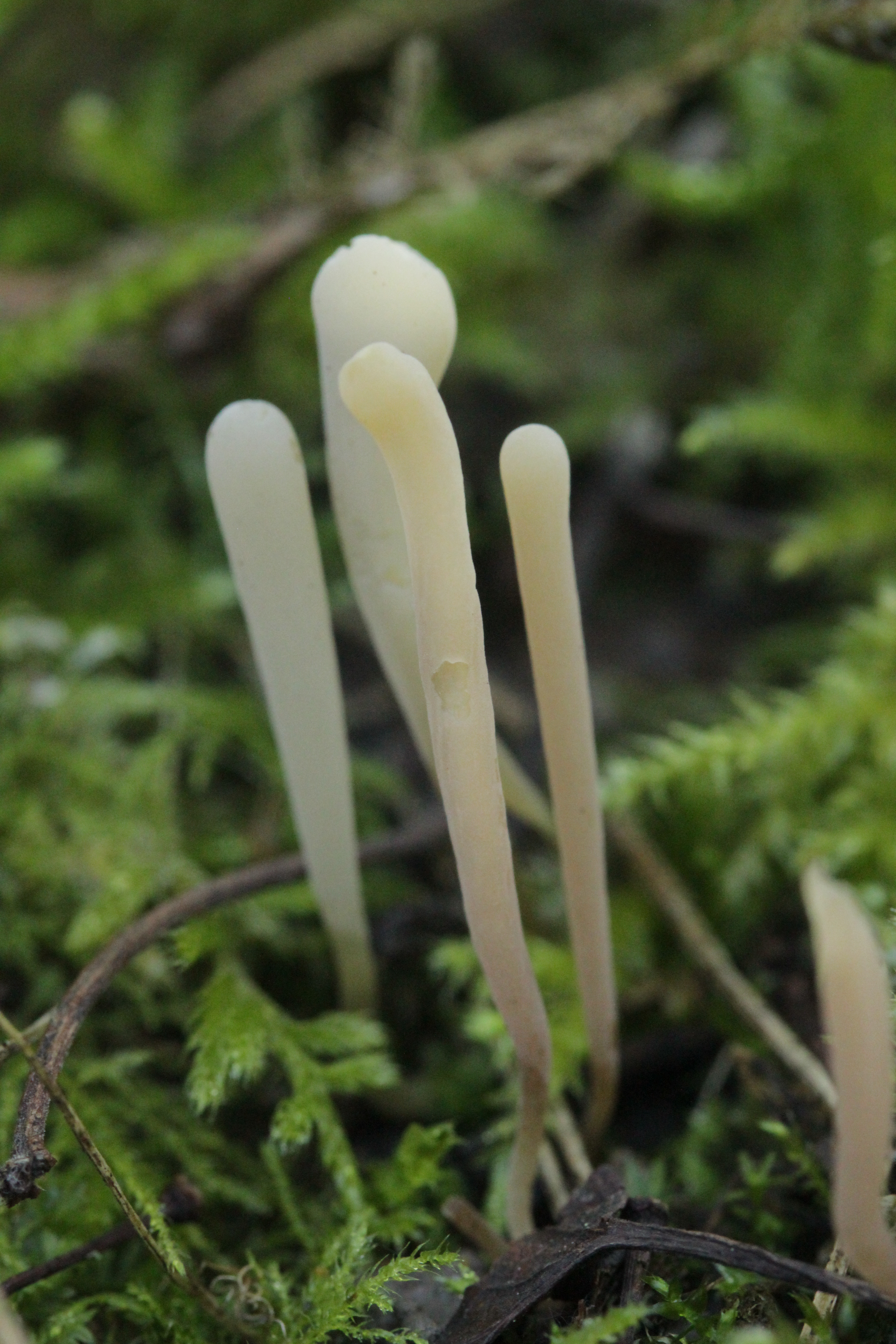
Clavaria krieglsteineri

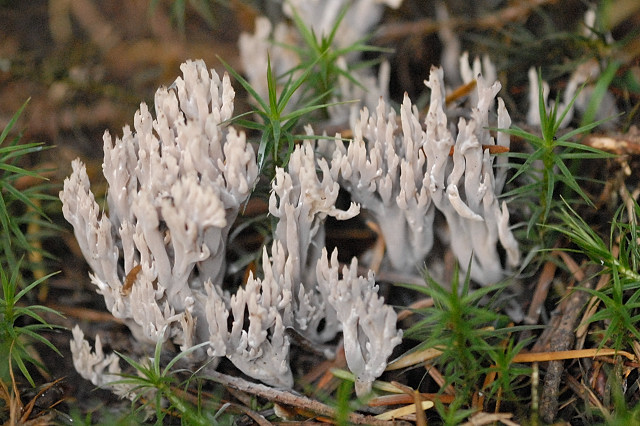
Clavulina cinerea
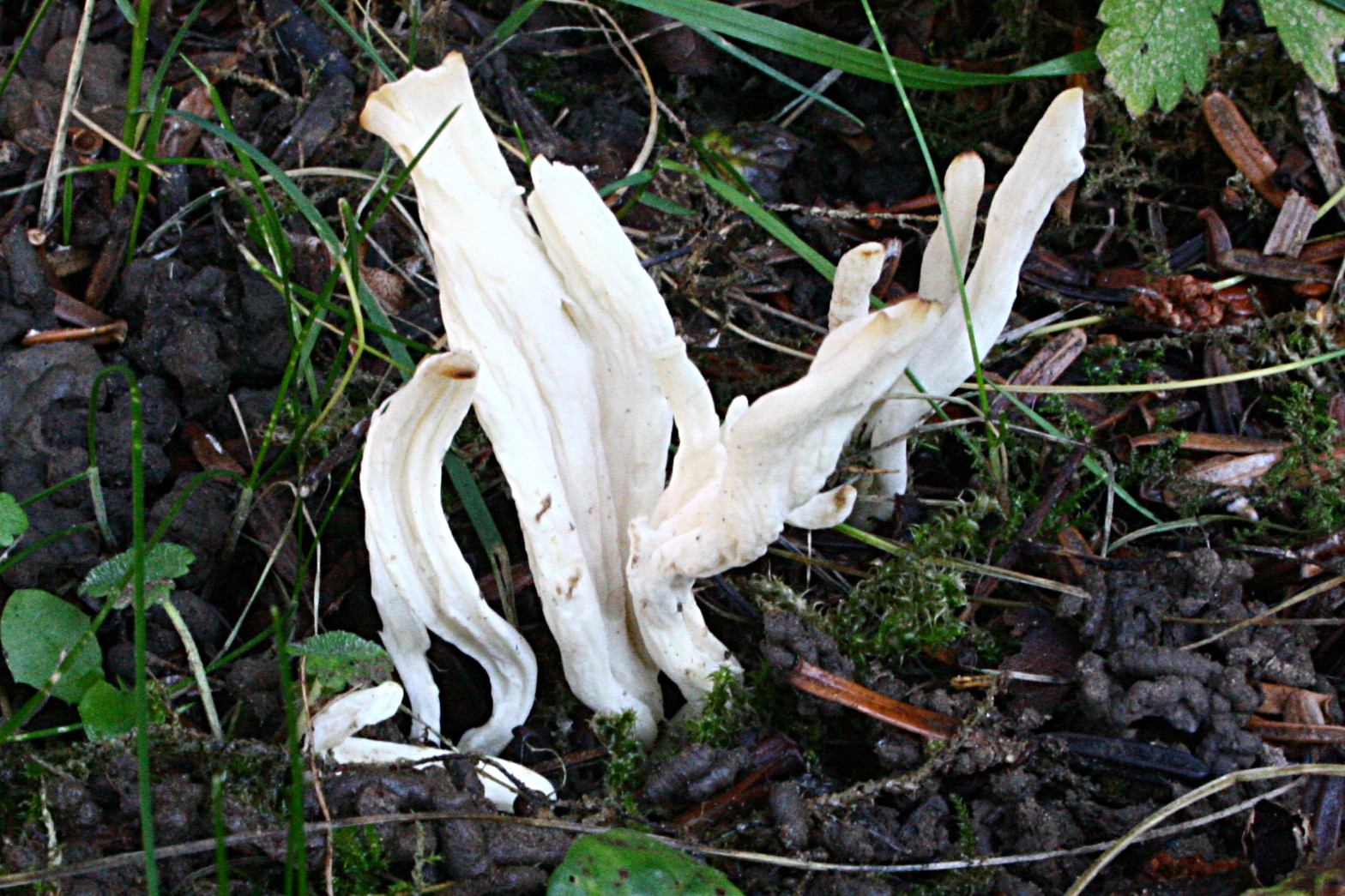
Clavulina rugosa
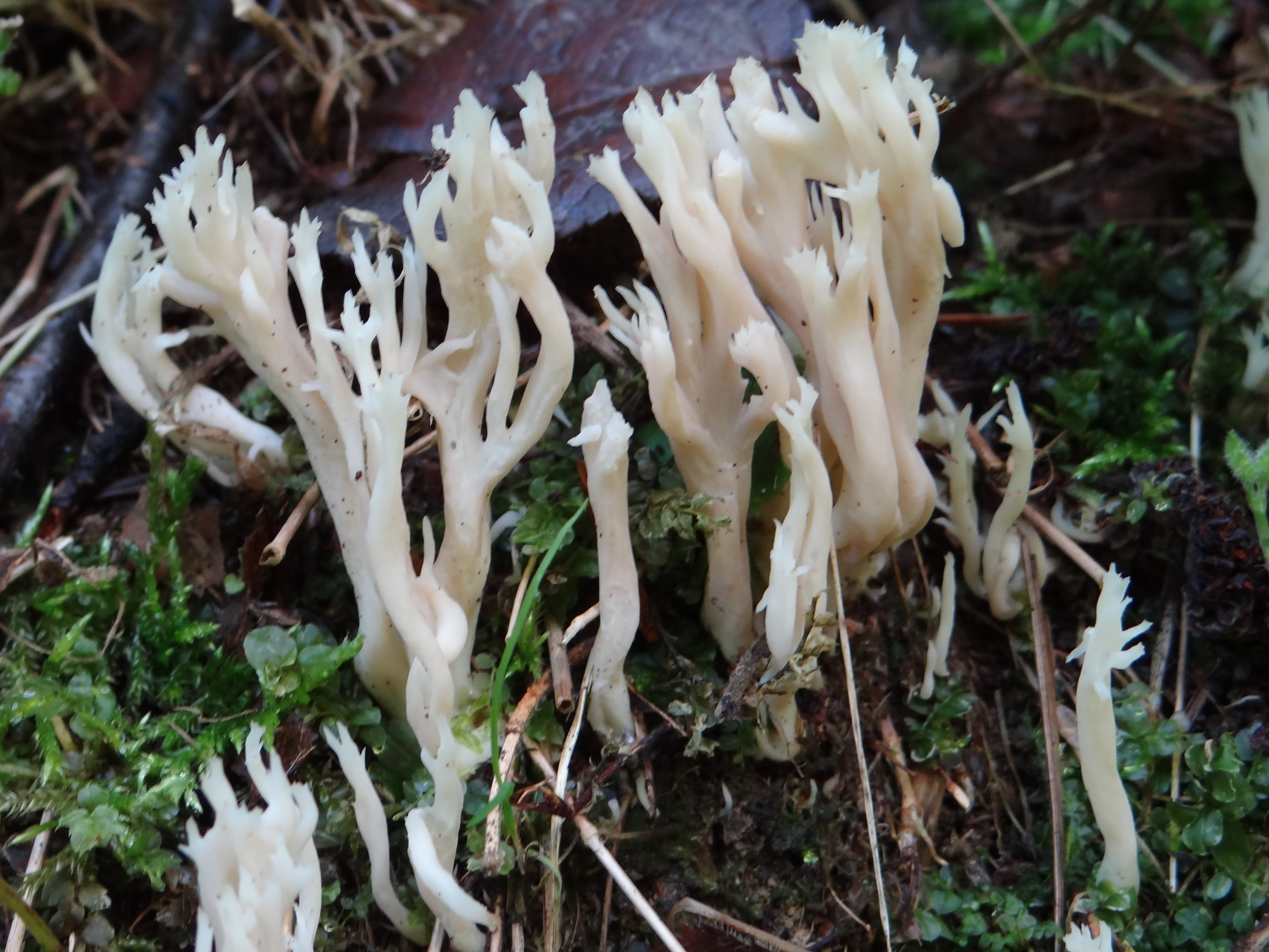
Clavulina coralloides
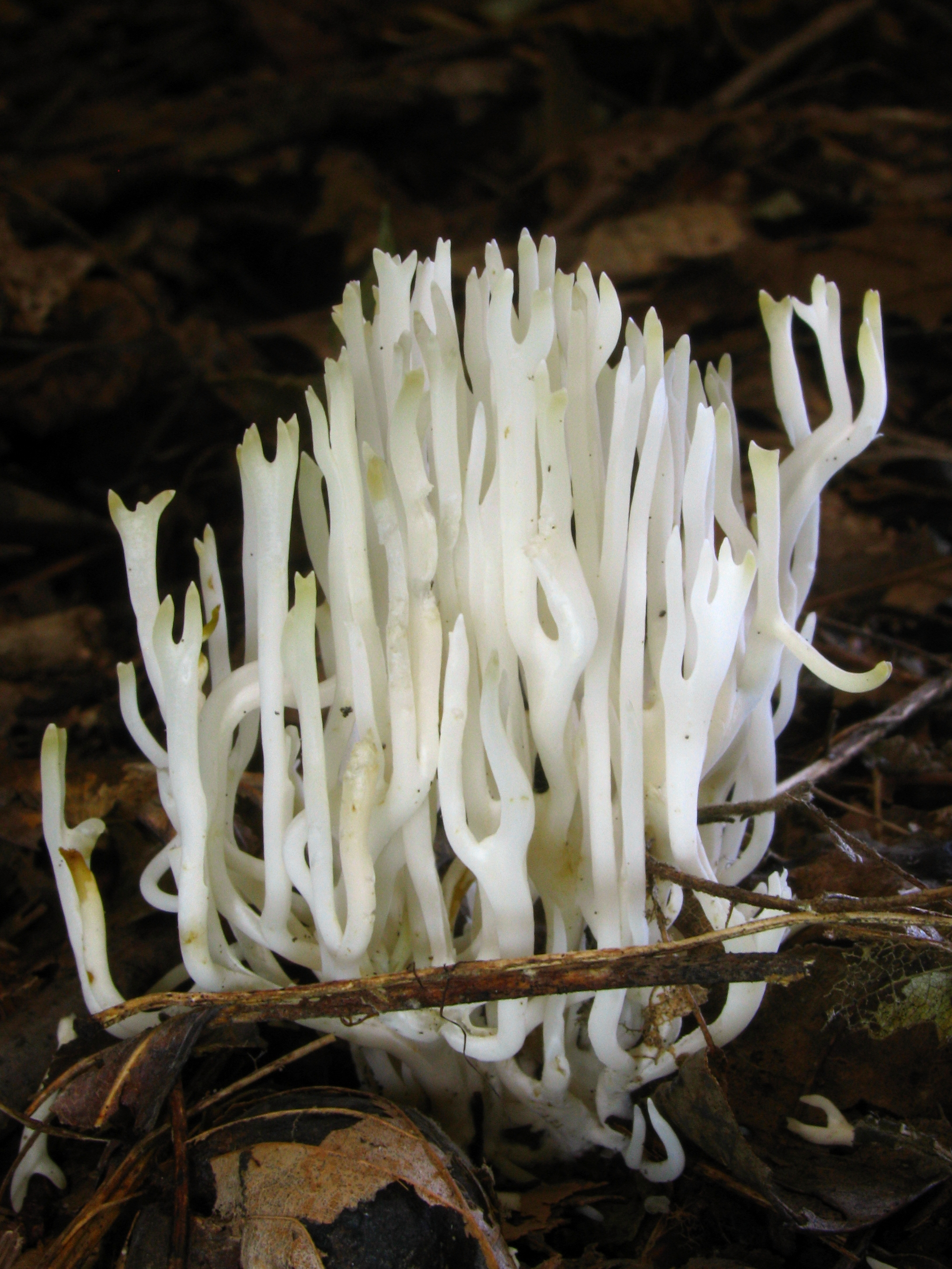
Ramariopsis kunzei

## Valorificare
Degetele zânelor sunt de fapt comestibile, chiar și în stare crudă, dar din cauza fragilității, și din motivul ăsta, problemelor ce se ivesc la transport, de nici un interes culinar, deși biologii și micologii americani Robert T. Orr (1908-1994) cu soția lui Dorothy B. Orr (1911-1993) au constatat că „carnea lor este siropoasă și atât de delicată, încât pare să se dizolve în gură”.